# Звонци
Звонци (на сръбски: Звонце или Zvonce) е село в Западните покрайнини, община Бабушница, Пиротски окръг, Сърбия. В 2002 година селото има 254 жители – 198 българи, 43 сърби, 1 мюсюлманин и 10 други.

## История
През село Звонци е преминавал римският път, водещ от Рим за източните предели на империята.
При избухването на Балканската война в 1912 година един човек от Звонци е доброволец в Македоно-одринското опълчение.

## Културни забележителности
В миналото селото е имало две църкви. Днес е останала само черквата „Св. Илия“.
През 1904 г. в Звонци местен учител открива баня с останки от оригинален римски басейн с надписи на латински. Басейнът е постлан с облицовани плочки, на чието дъно са намерени златен пръстен, меден печат с халка, голям брой римски монети, желязна стрела и др. предмети.
От 1935 г. в Звонци има балнеоложки санаториум за лечение на артрит, ревматизъм, невралгия.
Югоизточно от Звонска баня е варовиковият масив Асеново кале, висок 1032 м, на чийто връх се е намирала една от резиденциите на цар Иван Асен II. Тя е разрушена до основи по време на османското нашествие.

## Личности
Родени в Звонци
- Стоян Цолев (Цолов, Цонев), македоно-одрински опълченец, 3 рота на 15 щипска дружина, носител на орден „За храброст“ IV степен[7]